# Shinji Nakano (ciclista)
Shinji Nakano (en japonés: 中野慎詞, Nakano Shinji, 8 de junio de 1999) es un deportista japonés que compite en ciclismo en la modalidad de pista. Ganó una medalla de bronce en el Campeonato Mundial de Ciclismo en Pista de 2023, en la prueba de keirin.

## Medallero internacional
| Campeonato Mundial | Campeonato Mundial    | Campeonato Mundial | Campeonato Mundial |
| Año                | Lugar                 | Medalla            | Competición        |
| ------------------ | --------------------- | ------------------ | ------------------ |
| 2023               | Glasgow (Reino Unido) | Medalla de bronce  | Keirin             |